# Hubert Kříž
Hubert Kříž (* 10. března 1933 Ostopovice) je český hydrolog a vědec.

## Životopis
V roce 1959 absolvoval obor fyzická geografie na přírodovědecké fakultě Masarykovy univerzity v Brně. Hodnost kandidáta věd v oboru fyzická geografie získal v roce 1986, v roce 1992 se stal doktorem technických věd v oboru hydrologie a vodní hospodářství na ČVUT v Praze a v r. 2000 se habilitoval na VUT v Brně.
Pracoval v Hydrometeorologickém ústavu jako hydrolog (1960–1965), později (1966–1968) v n. p. GEOtest jako hydrogeolog. V té době se věnoval především hydrogeologickému průzkumu oblasti Březové nad Svitavou, čímž přispěl k řešení zásobování Brna vodou.
Od roku 1968 byl vědeckým pracovníkem Geografického ústavu ČSAV. V Akademii věd ČR působil do roku 1997. V letech 2001–2009 byl členem Kontrolní rady Grantové agentury ČR. Do roku 2015 byl členem komise pro životní prostředí s celostátní působností. V současné době působí jako hodnotitel projektů v oboru aplikovaného výzkumu v Technologické agentuře ČR.
Publikoval více než 220 vědeckých publikací a odborných článků, z toho 41 v zahraničí, v nichž uveřejnil výsledky svých výzkumů z hydrologie, hydrogeologie, vodního hospodářství, životního prostředí aj.